# Turbanella plana
Turbanella plana är en djurart som tillhör fylumet bukhårsdjur, och som först beskrevs av Giard 1904.  Turbanella plana ingår i släktet Turbanella och familjen Turbanellidae. Inga underarter finns listade i Catalogue of Life.